# Tornbjerg Gymnasium
Tornbjerg Gymnasium, grundlagt 1981, er et gymnasium beliggende i Odenses sydøstlige udkant, med 21 klasser og ca. 600 elever (Anno 2020/21).
Forløberen for Tornbjerg Gymnasium var Fyns Amts Nye Gymnasium, der var beliggende i det daværende Odense Universitets tidligere bygninger ved Niels Bohrs Allé. Gymnasiet blev åbnet i 1979. To år senere indvies Tornbjerg Gymnasium, der er tegnet af arkitektfirmaet Friis og Moltke. Gymnasiet er udført i rødt tegl, som det var typisk for 1980'ernes byggeri.
Gymnasiet er indehaver af elevorganisationer som Elevrådet, JazzExpressen (fredagsbar), Miracules (festudvalg) og diverse sportsklubber som Ultimate, volley, håndbold og fodbold.
15. august 2009 påbegyndte en udvidelse af skolen, som stod færdig 15. oktober 2010.
Tornbjerg Elite giver teenagere mulighed for at opnå både STX og blive sportsudøver.

## Gymnasiets rektorer
- 1978-1990: Jens Jørgen Koch[4]
- 1990: Lars Elbrønd Petersen, konstitueret rektor
- 1990-2007: Lene Pind[5]
- 2007-2008: Lars Elbrønd Petersen, konstitueret rektor
- 2008-2020: Carsten Claussen[6]
- 2020-nu: Brian Linke[7]

## Kendt lærer
- Mike Auerbach[8] har lavet sitet: mathematicus.dk for at hjælpe elever med matematik.

## Kendte studenter
- 1980'erne: Ole Sigmund,[9] professor i Faststofmekanik
- 1984: Lars Christian Lilleholt,[10] folketingsmedlem
- 1991: Jakob Sveistrup,[11] sanger
- 1991: Jakob Martin Strid, tegner og forfatter
- 2002: Mattias Hundebøll,[12] TV-vært og musiker i bandet Rock Hard Power Spray
- 2006: Peter Sveistrup, advokat og debattør
- 2011: Daniel Høegh,[13] fodboldspiller
- 2012: Kasper Larsen,[14] fodboldspiller for OB